# Panicum perangustatum
Panicum perangustatum är en gräsart som beskrevs av Stephen Andrew Renvoize. Panicum perangustatum ingår i släktet vipphirser, och familjen gräs. Inga underarter finns listade i Catalogue of Life.